# Guernsey-Pfund
Das Guernsey-Pfund (engl. Guernsey Pound, Guernsey £) ist die Währung der Vogtei Guernsey.
Das Guernsey-Pfund entspricht in seinem Wert exakt dem britischen Pfund. Es wird vom Treasury and Resources Department der States of Guernsey, das sind vor allem Guernsey, Sark, Herm und Alderney,  herausgegeben. Es ist das übliche Zahlungsmittel der Inselbewohner, mit dem Pfund Sterling kann jedoch ebenfalls überall auf Guernsey und den genannten Inseln bezahlt werden. Die Bindung an das britische Pfund besteht seit 1921. Vorher waren die lokalen Zahlungsmittel wie doubles, shilling und pound an den französischen Franc gebunden. 1971 wurde das Münzsystem dezimalisiert. 1 Pfund entspricht heute 100 Pence.
Außerhalb der States of Guernsey wird das Guernsey-Pfund nur auf der benachbarten Kanalinsel Jersey anerkannt, wobei die States of Jersey ihre eigene Währung, das Jersey-Pfund haben, das gleichfalls mit dem Pfund Sterling wertmäßig verbunden und ebenfalls nur auf den Kanalinseln als Zahlungsmittel anerkannt ist.
Eine Bezeichnung nach ISO 4217 existiert nicht, die übliche Abkürzung ist GGP.